# Râul Galbena de Nord
Râul Galbena de Nord este unul din cele două brațe care formează râul Berhina. 

## Hărți
- Harta județului Hunedoara
- Harta Munților Retezat  Arhivat în 10 iulie 2012, la Wayback Machine.